# Fred Williams (basket-ball)
Pour les articles homonymes, voir Williams et Fred Williams.
Fred Williams, né le 8 février 1957 est un joueur et entraîneur américain de basket-ball.

## Biographie
Formé comme joueur de 1976 à 1979 aux Broncos de Boise State, il se dirige assez rapidement vers le coaching. De 1983 à 1990, il est assistant de l'équipe féminine des Trojans d'USC, dont il est également entraîneur titulaire de 1995 à 1997. USC remporte les titres NCAA 1983 et 1984. En 1998, il est sur le banc du Starzz de l'Utah en tant qu'assistant pour la saison WNBA 1998 puis comme entraîneur principal de 1999 à 2001. Il dirige le Siege de San Diego de la ligue mineure féminin NWBL avant de rejoindre le Dream d'Atlanta comme assistant en 2009.
Il a également été scout pour le Jazz de l'Utah, SuperSonics de Seattle, Kings de Sacramento et les Mystics de Washington.
Le 27 août 2012, il est nommé entraîneur et manager général du Dream pour succéder à Marynell Meadors. Sur la saison WNBA 2013, l'équipe débute par 10 succès en 11 rencontres avant que la blessure de l'ailière Sancho Lyttle ne freine l'équipe d'Angel McCoughtry qui termine sur un bilan équilibré 17 victoires pour 17 revers, qui les qualifie néanmoins pour les play-offs et des finales WNBA perdues face au Lynx du Minnesota. Bien que sur cette période, le Dream ait obtenu trois titres  de champion de conférence (2010, 2011, 2013), il n'est alors pas renouvelé dans ses fonctions.
Le 23 janvier 2014, il est engagé par le Shock de Tulsa pour remplacer Gary Kloppenburg. Il suit la franchise dans le Texas quand elle est renommée Wings de Dallas. Le 12 août 2018, le propriétaire des Wings Greg Bibb relève Williams de ses fonctions pour cause de résultats insuffisants et désigne son assistante Taj McWilliams-Franklin pour assurer l'intérim.